# 迪巴·努山达拉·艾地
迪巴·努山达拉·艾地（1923年7月30日—1965年11月22日），生于勿里洞岛，印度尼西亚共产主义政治家，1951年起担任印度尼西亞共產黨總書記，在印尼大屠杀中被处决。

## 早期生涯
1939年加入左翼青年组织“东方青年团”（Pemoeda Oemoem），次年当选该组织中央委员会主席。日本占领时期，他秘密组建车辆工人联合会（Sarekat Buruh Kendaraan Bermotor），并参与创建反法西斯组织“独立印度尼西亚运动”（Gerakan Indonesia Merdeka），通过地下网络进行反殖民宣传。

## 政治活动

### 建国初期
1945年印尼独立革命期间，艾地主导成立印尼青年军（Angkatan Pemuda Indonesia）并担任主席。1946年进入印尼共中央委员会，1948年晋升政治局委员，期间推动建立“人民民主阵线”，主张通过议会斗争实现社会主义过渡。1948年茉莉芬事件中，艾地因反对左翼激进派武装起义策略，主张与苏加诺政府合作而崭露头角。

### 领导印尼共
1951年接任印尼共第一书记，1953年当选中央委员会总书记。1959年印尼共第五次全国代表大会上，艾地提出“纳沙贡”理论，主张民族主义者、宗教团体与共产主义者的联合阵线。该战略使印尼共党员从1950年的8000人激增至1965年的300万人，成为当时非执政共产党中规模最大的组织。艾地通过建立印度尼西亚农民阵线和印度尼西亚全国工人中央组织（SOBSI）扩大基层影响力，1964年发动“单方面行动”（Aksi Sepihak），在爪哇农村强行实施土地再分配，导致与伊斯兰教士联合会爆发武装冲突。

### 国际关系
艾地积极推动印尼共参与国际共运，1963年率团访问中国期间与毛泽东会晤，接受中方政治培训支持。1964年莫斯科会议期间，他采取中间立场，既批评赫鲁晓夫的“和平共处”路线，又反对中国与阿尔巴尼亚的激进主张。其“雅加达-北京轴心”构想深刻影响东南亚地缘政治格局。

## 理论贡献
艾地提出“印尼式社会主义道路”，主张通过三个阶段实现革命：
1. 反帝反封建的民主革命
2. 社会主义性质的“人民民主专政”
3. 无产阶级专政的社会主义社会

其著作《印度尼西亚革命与印度尼西亚共产党的任务》（1953年）系统阐述“艾地路线”，强调农村包围城市战略与议会斗争结合。

## 死亡与遗产
1965年九三〇事件后，艾地与其他印尼共领导人遭军方追捕。据印度尼西亚国家档案馆解密文件显示，其于1965年11月22日在中爪哇省波约拉利地区被陆军突击队击毙。2016年雅加达地方法院在审查历史案件时，将艾地之死定性为“法外处决”。
艾地的政治思想被收录于《艾地选集》（Selected Works of D.N. Aidit），成为研究东南亚共运的重要文献。